# الدوري الشمالي الممتاز 1990–91
الدوري الشمالي الممتاز 1990–91 هو موسم من دوري الشمال الممتاز ‏. فاز فيه نادي ويتون ألبيون.